# Cartier
Cartier International SNC, o semplicemente Cartier, è un noto produttore francese di gioielli e orologi, una ramificazione del gruppo svizzero Richemont SA.
La Maison è nota per i numerosi pezzi in catalogo, tra i quali anche il famoso "Bestiary", una spilla a forma di pantera creata nel 1940 per Wallis Simpson e, inoltre, per il suo primo orologio da polso, creato nel 1904 per l'aviatore Santos-Dumont, ovvero il "Santos".
Cartier è considerato uno dei produttori di gioielli più prestigiosi al mondo. Nel 2019 Forbes ha classificato Cartier come il 5° marchio più prezioso al mondo. Cartier ha una lunga storia di vendite ai reali. Il re Edoardo VII di Gran Bretagna si riferiva a Cartier come "il gioielliere dei re". Per la sua incoronazione nel 1902, Edoardo VII ordinò 27 diademi ed emise un mandato reale a Cartier nel 1904. Presto seguirono mandati simili dai tribunali di Spagna, Portogallo, Russia e Casa d'Orleans.

## Storia

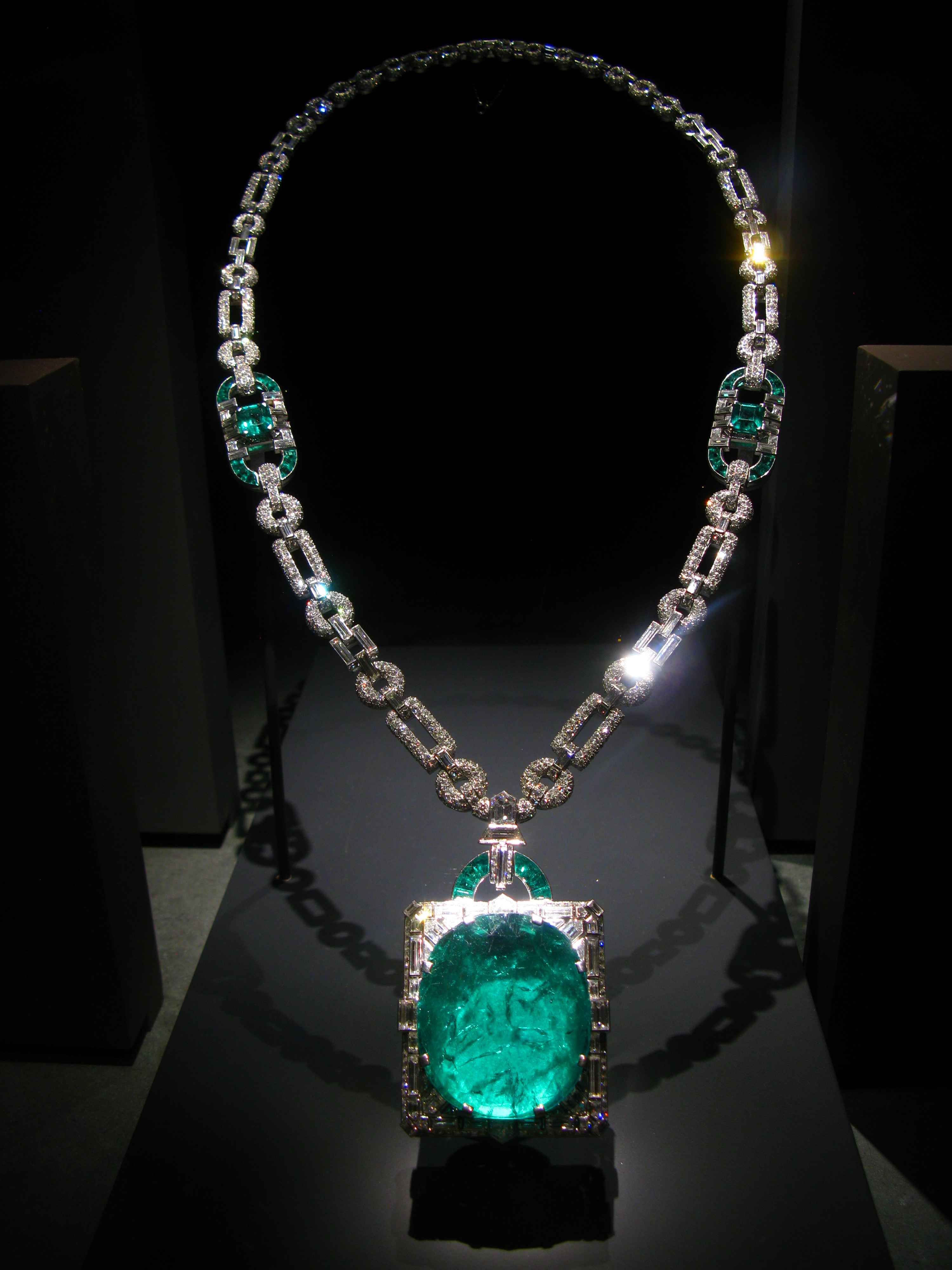
Lo smeraldo Mackay nella collana di diamanti disegnata da Cartier nel 1931.

### La fondazione
Cartier è stata fondata a Parigi nel 1847 da Louis-François Cartier, quando costui rileva il laboratorio orologiero del suo maestro, tale Adolphe Picard. Diventa particolarmente famosa nel 1856, quando la principessa Matilde, nipote di Napoleone I e cugina dell'imperatore Napoleone III compie i suoi primi acquisti da Cartier. Nel 1859 l'imperatrice Eugenia diventa cliente della boutique e inizia quella tradizione di re, regine e imperatori che caratterizzerà tutta la storia della Maison.
Nel 1874, il figlio di Louis-François, Alfred Cartier, prende le redini dell'azienda, ed i tre figli di quest'ultimo Louis, Pierre e Jacques, diventeranno a loro volta responsabili dopo di lui.
Nel 1899 apre il negozio al numero 3 di rue de la Paix, ancora oggi esistente. Sarà Louis, il responsabile della sede parigina, a introdurre alcune celebrate innovazioni del design, come i "mystery clocks", (un tipo di orologi con quadrante trasparente ma meccanismo nascosto), ma anche orologi da polso di alta gioielleria.
Nel 1902 Cartier apre un negozio al 4 di New Burlington Street a Londra. La divisione londinese di Cartier verrà gestita da Jacques. L'apertura coincide con l'incoronazione del re Edoardo VII, che nel 1904 definisce Cartier "il gioielliere dei re e il re dei gioiellieri" e nomina la maison suo fornitore ufficiale, come faranno altre corti europee tra cui Italia, Grecia, Portogallo e Spagna.

### Il primo orologio da polso: il Santos
Nel 1904 Louis Cartier realizza uno dei primi esemplari di orologi da polso per l'aviatore Alberto Santos-Dumont. Questo celebre orologio darà il via alla collezione chiamata, appunto, Santos, risalente al 1911. Al modello per Santos Dumont ne seguono altri, sempre con cassa di forma, come il Tonneau (del 1906) e il Tortue (risalente al 1912), quest'ultimo declinato anche con complicazione cronografica monopulsante nel 1928, ciclicamente riproposta in diverse reinterpretazioni da parte dell'azienda, l'ultima delle quali datata 2024 e dotata di movimento di manifattura Cartier 1928 MC.
Pierre Cartier fonda nel 1909 a New York la filiale più famosa e nel 1917 trasloca nel famosissimo palazzo sulla 5ª strada. La piazza antistante è stata poi chiamata "Place Cartier" in onore della maison.
A seguito di quest'apertura, nascono le tre "anime" di Cartier: Cartier Parigi, Cartier Londra e Cartier New York.

### L'epopea del Cartier Tank
Nel 1917 viene lanciato da Louis Cartier il primo orologio Tank (versione attualmente chiamata Tank Normale), così chiamato per le forme che si rifanno ai carri armati che, per la prima volta, facevano la loro apparizione nel primo conflitto mondiale. Uno dei carri armati che ispirò Cartier fu il Renault FT. Questi orologi furono talmente apprezzati che i loro eredi vengono commerciali tutt'oggi. Nel 1921 viene presentato il Tank Cintrée(la prima variante del Tank originario, dotato di cassa curvex), nel 1922 il Tank Chinoise e il Tank Louis Cartier (che rispetto al Normale presenta gli angoli smussati), nel 1926 il Tank Savonette (con sportellino in oro a copertura del quadrante), nel 1928 il Tank a Guichet (l'unico privo di lancette, ma con ore saltanti) nel 1929 il Tank Obus (l'unico quadrato). Sempre degli anni Venti è anche il Tank Allongee. Invece è del 1932 il Tank Basculante (dotato di cassa ribaltabile secondo uno schema differente rispetto a quanto concepito, più o meno in contemporanea, da Jaeger-LeCoultre con il Reverso). Nel 1936 è il turno del Tank Asymétrique, nel 1977 il Tank Must (il primo a montare un calibro al quarzo), nel 1989 il Tank Americaine, nel 1996 il Tank Française, nel 2012 il Tank Anglaise e il Tank Folle.

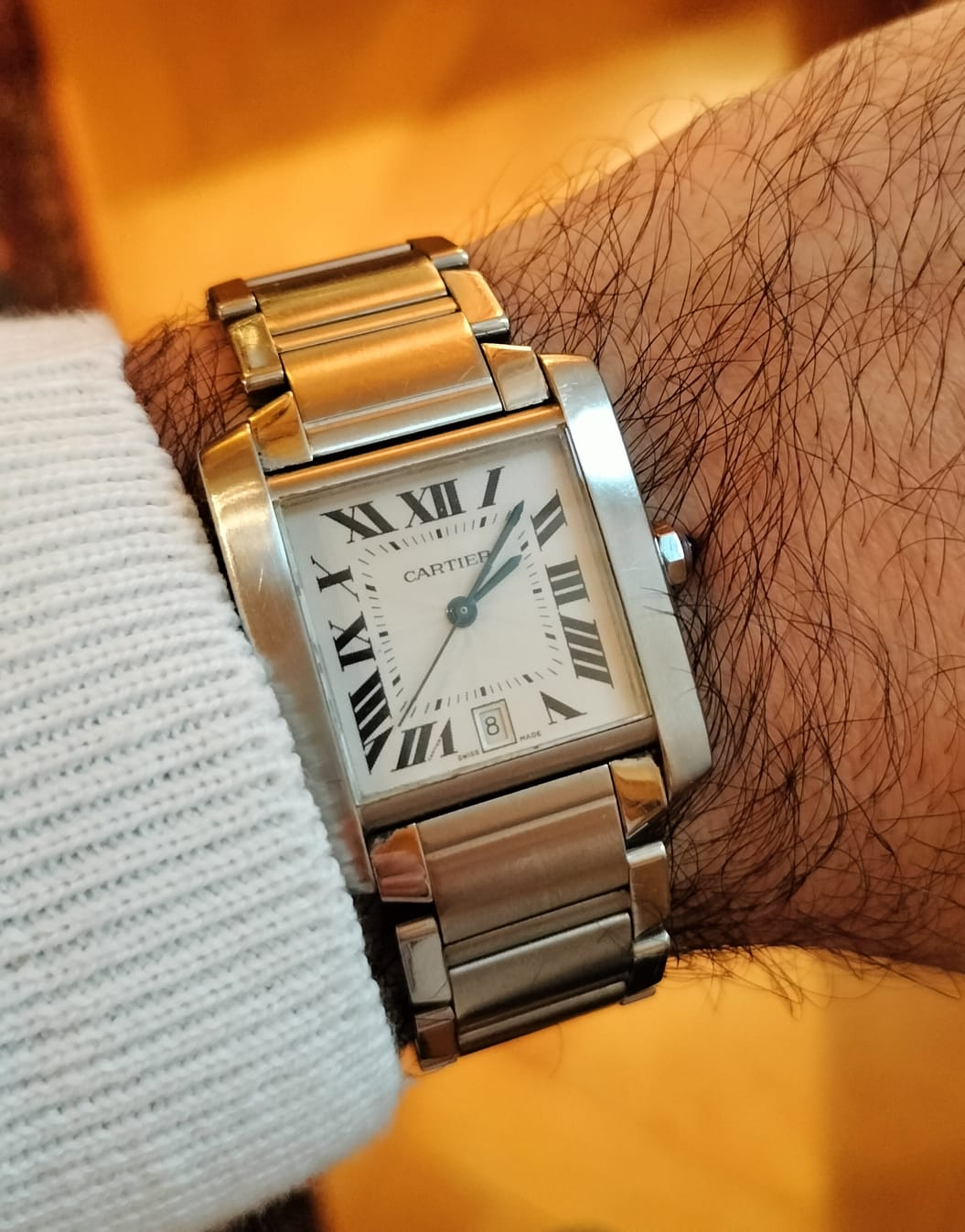
Cartier Tank Française automatico, modello risalente a metà anni 2000.

### I successi dello stile Art Déco
Altro orologio peculiare di casa Cartier, risalente ai primi anni Venti del Novecento, è il Cloche, contraddistinto per avere il movimento ruotato di 90 gradi ed avere la forma di una piccola pendola orizzontale da tavolo.
Risale al 1924 il Trinity, presentato sia come anello (tre vere in tre ori differenti intrecciate tra loro), sia come bracciale. Il suo enorme successo ha fatto sì che numerosissime dive di Hollywood (Alain Delon, Romy Schneider, Grace Kelly) lo indossassero e che venisse tramandato fino a noi mantenendo la medesima purezza estetica.
Nel 1931 la Maison realizza il collier Jeanne Toussaint, così chiamato in onore dell'omonima musa di Louis Cartier, poi nominata da quest'ultimo direttrice dell'alta gioielleria dell'azienda. Il prestigioso collier era destinato al Maharaja del Nawanagar. La Toussaint lavorava già da quasi vent'anni in Cartier, e secondo alcuni l'ispirazione della collezione Panthére, risalente al 1914, viene proprio da costei.

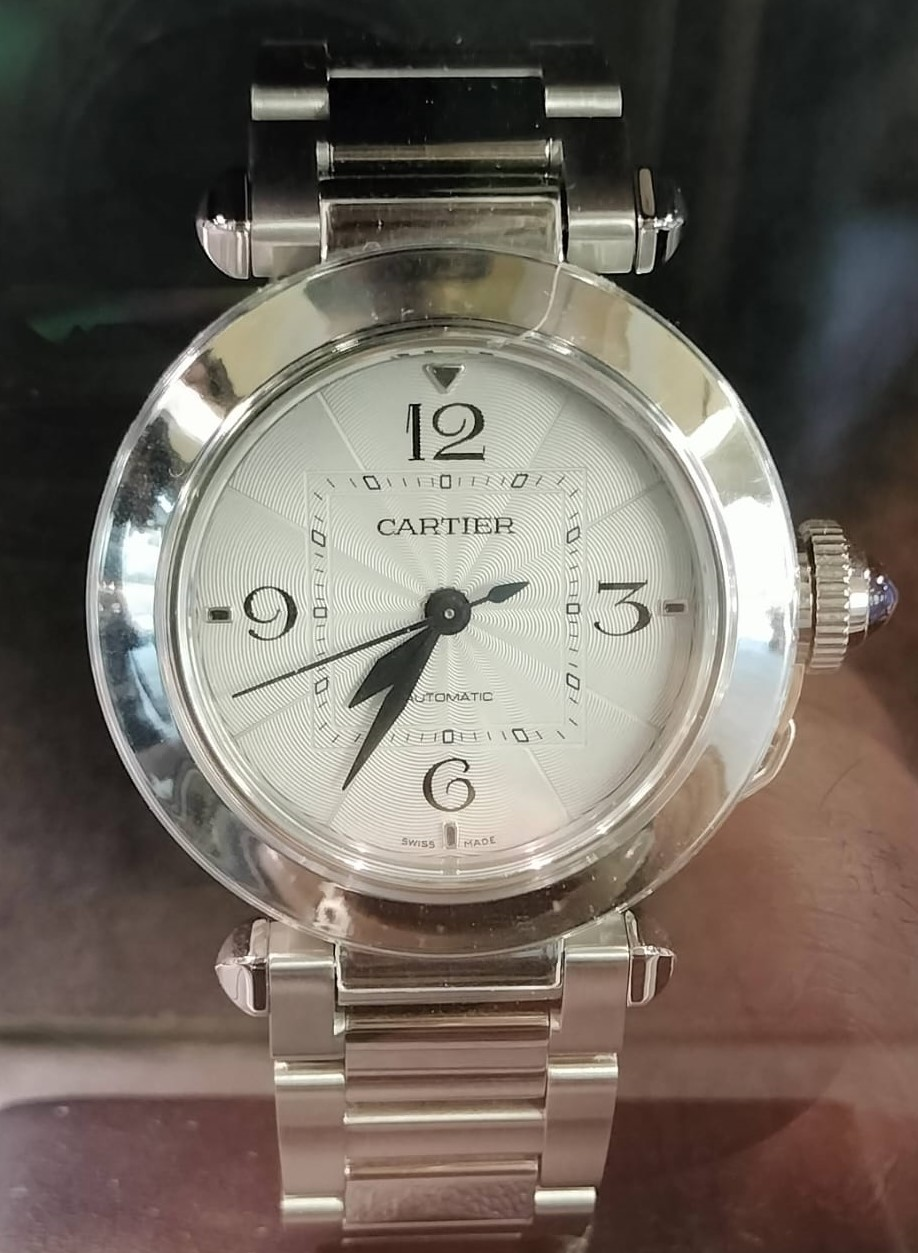
Cartier Pasha automatico ref. WSPA0013, anni Duemila

Nel 1932 il pascià marocchino Thami El Glaoui chiese espressamente alla Maison francese la realizzazione di un orologio esclusivo. Molti anni dopo la realizzazione di questo pezzo unico l'orologio verrà proposto stabilmente a catalogo anche grazie alla matita di Gérald Genta, e ben presto si affermò presso il pubblico come Cartier Pasha (circa metà anni Ottanta).

### Anni Sessanta e Settanta
Dopo la morte di Jacques e Luis, avvenuta quasi simultaneamente, il fratello Pierre Cartier prese la direzione di Cartier Parigi fino alla sua morte nel 1964. Con la morte di Pierre si conclude la dinastia Cartier.
Nel 1969 viene presentato il bracciale Love, famoso tutt'oggi, contraddistinto da una linea pulita e unisex e decorato con rivetti. Fu ideato dal designer italiano Aldo Cipullo, il quale poco dopo concepirà anche l'altrettanto celebre Juste Un Clou, il famoso chiodo di Cartier ripiegato su se stesso. Oggi sia il Love sia il Juste Un Clou sono proposti sia come bracciale, sia come anello.

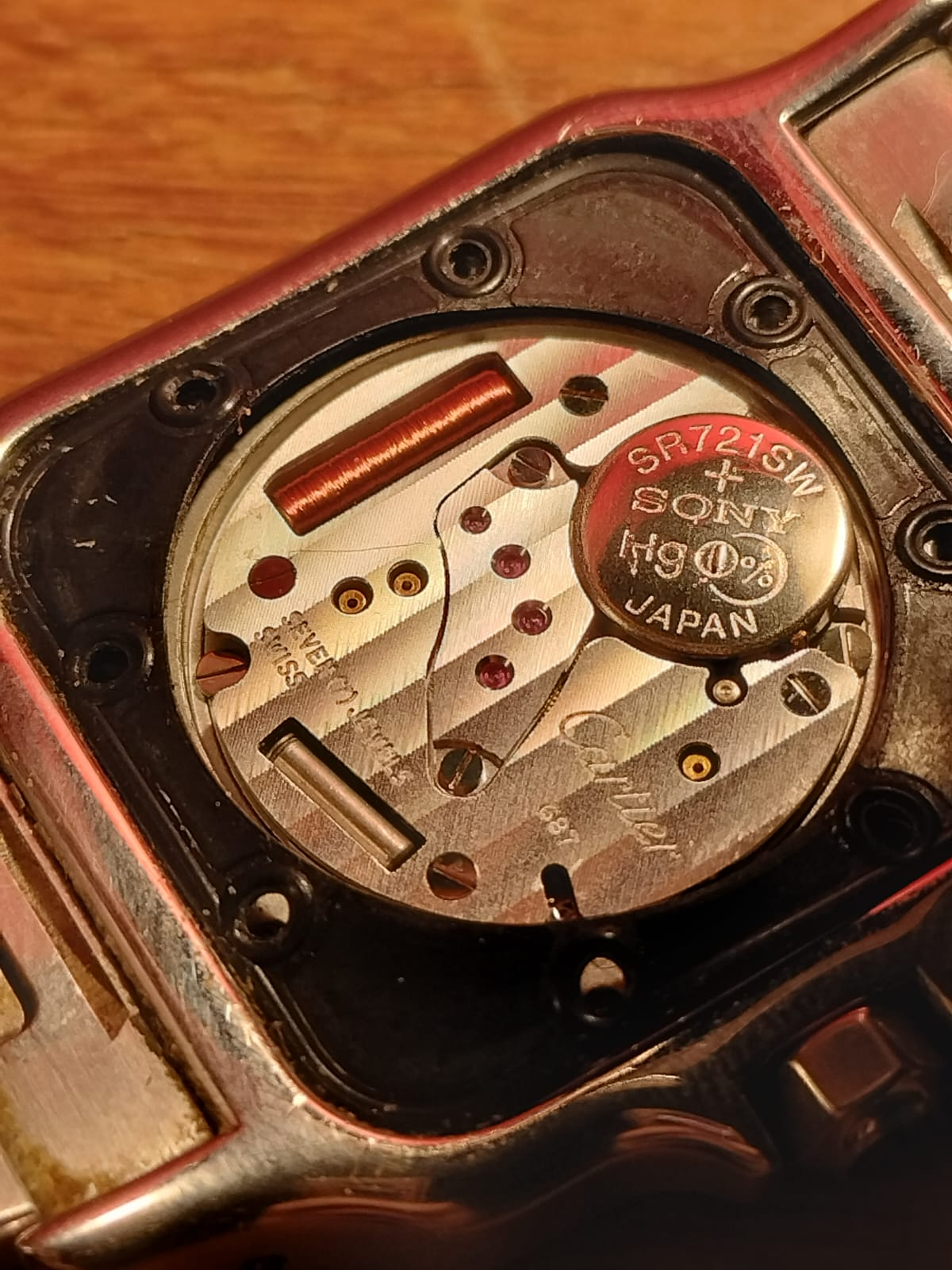
Calibro al quarzo Cartier 687

Nel 1972 (anno di presentazione dell'orologio Pebble, così chiamato perché la sua forma ricorda quella di un sasso piatto) l'azienda trovò nuovi acquirenti, ovvero un gruppo di investitori guidati da Joseph Kanoui e Alain-Dominique Perrin (quest'ultimo già produceva già da qualche anno accendini su licenza Cartier); il presidente della compagnia diventò Robert Hocq, il creatore dei gioielli Les Must de Cartier (che dal 1977 divenne anche un orologio: il Tank Must, con uno stile più vicino a un pubblico giovane, per la prima volta con un movimento al quarzo, e con cassa in vermeil anziché in oro, cosicché potesse essere economicamente più abbordabile). Il grande successo degli orologi Must di Cartier (che in pochi anni passa da qualche migliaio di pezzi prodotti ad oltre centomila esemplari realizzati) stimola la creatività dei designer che arrivano, nel 1967, a concepire il primo Cartier Crash, la cui cassa è deformata come se avesse subito un impatto violento. Nel 1978 l'estetica del celebre Santos viene rivista, ammorbidita, la corona privata della classica pietra cabochon e l'estetica rivista con un bracciale in acciaio. Anche questa versione, tutt'oggi in commercio a seguito di vari restyling, ha ottenuto un enorme successo commerciale.
Nel 1979 Cartier Parigi, Londra e New York vengono inglobate in un'unica realtà dalla nuova proprietà.

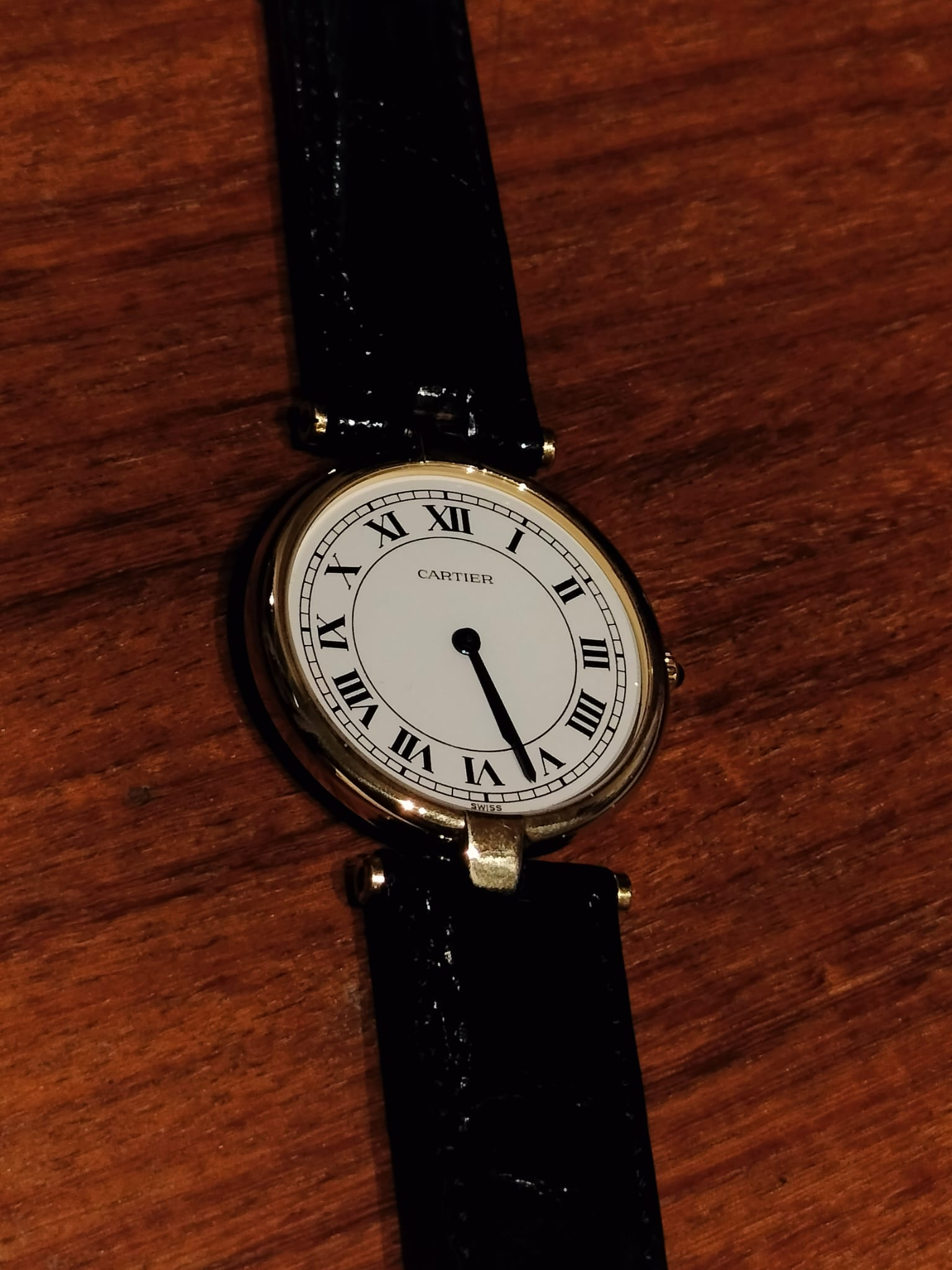
Cartier Vendome al quarzo ref. 8100, anni Ottanta, con quadrante ristampato.

### Gli anni Ottanta

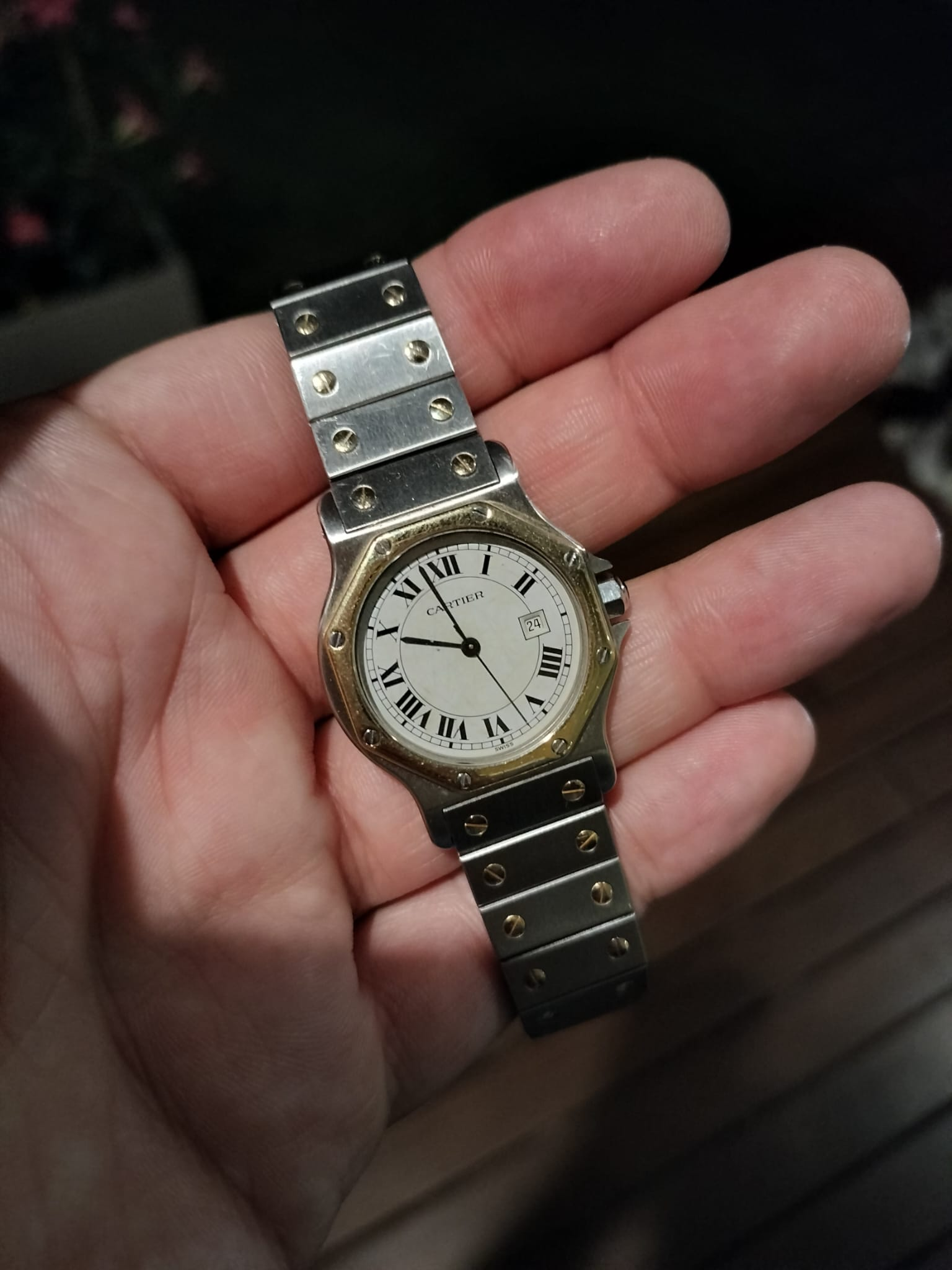
Cartier Santos Octagon automatico ref. 2966, fine anni '80

Nei primi anni Ottanta la linea Santos viene integrata con il Santos Octagon, un orologio che, pur mantenendo i consueti stilemi Cartier, si avvicina alle linee degli orologi sportivi di Gérald Genta quali l'Audemars Piguet Royal Oak e il Patek Philippe Nautilus, due tra i primi orologi eleganti in acciaio. Verso la fine di questo decennio la linea del Santos viene nuovamente rivista e ammorbidita: nasce così il Santos Galbée.

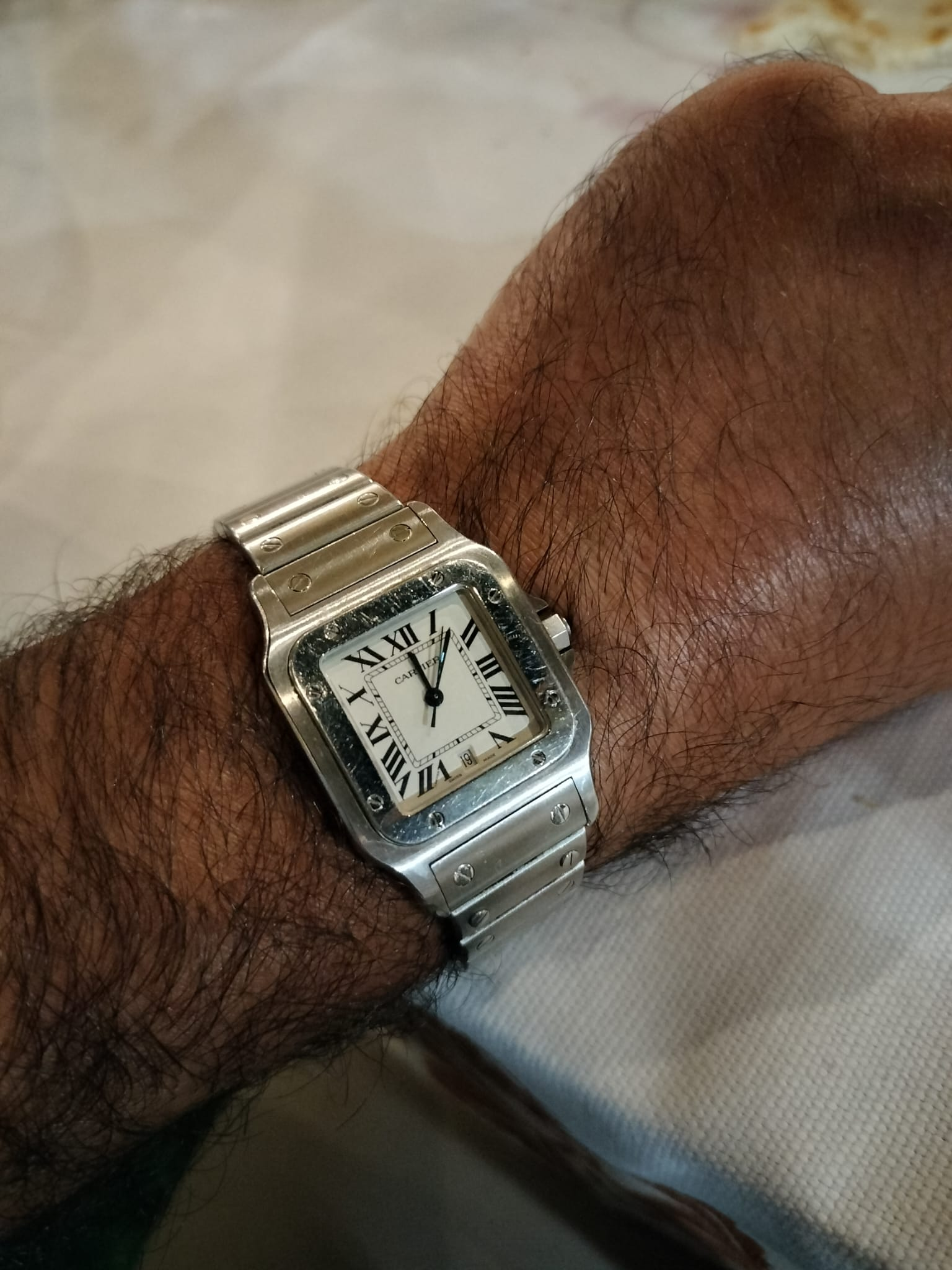
Cartier Santos Galbée al quarzo, ref. 1564, circa 2010

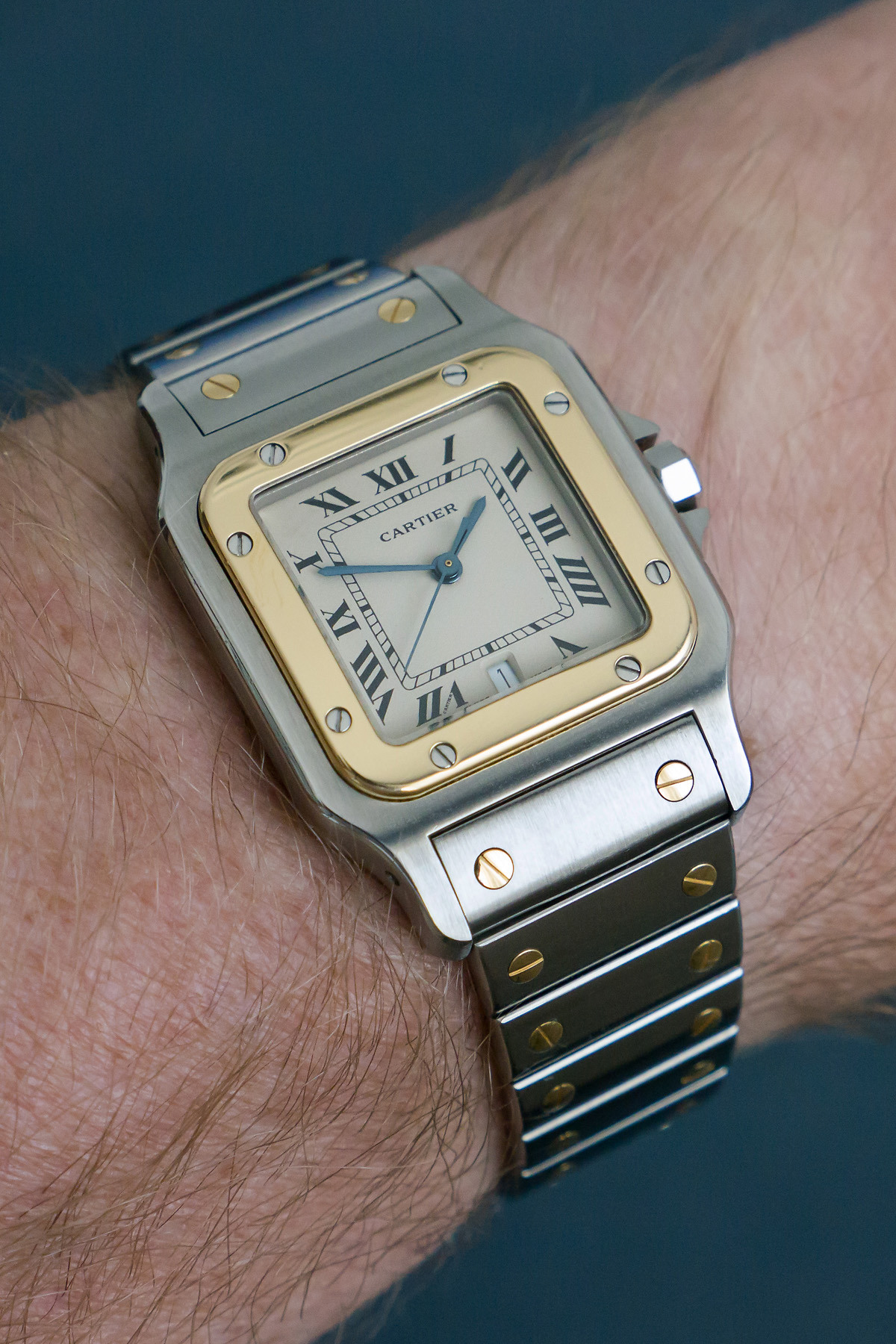
Cartier Santos, acciaio/oro del 1988

Nel 1983, in collaborazione con la Parigi-Dakhar, Cartier realizza un modello di orologio chiamato Cheich, il cui quadrante replica un copricapo berbero (che era anche il logo della famosa corsa motoristica). Ne sono stati realizzati solamente cinque esemplari.
Nel 1984 viene creata la "Fondation Cartier pour l'Art contemporain", ancora oggi sede di mostre ed esibizioni innovative ed interessanti. A fianco del Pasha solotempo sono state proposte numerose complicazioni come il cronografo, le fasi lunari e il calendario perpetuo.

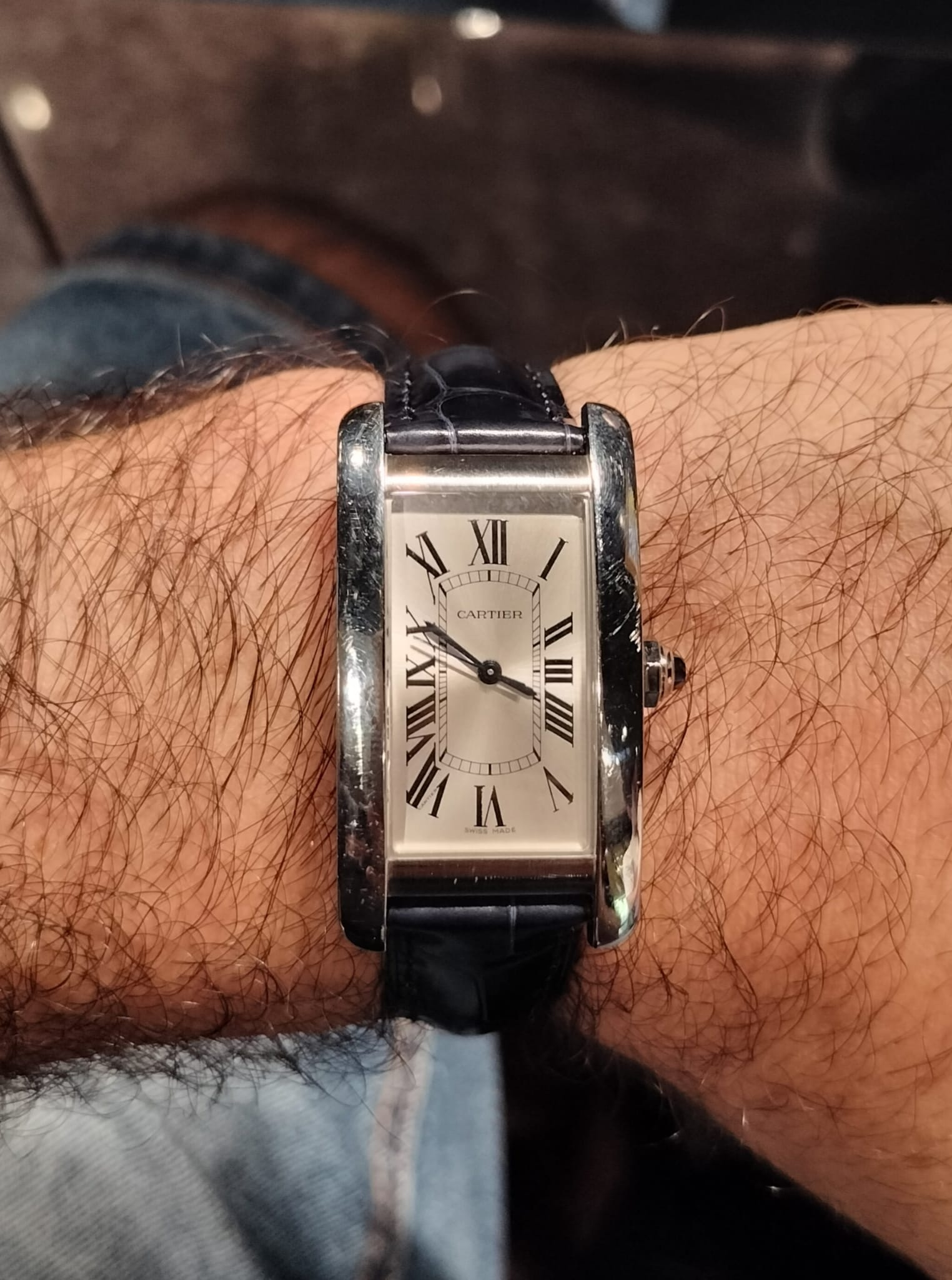
Cartier Tank Americaine automatico in acciaio ref. WSTA0017

Nel 1989 viene presentato il Tank Americaine, che va a sostituire il vecchio Tank Cintrée, attualizzandone l'estetica. Nel 2017 viene proposto per la prima volta un Tank Americaine in acciaio.

### Anni Novanta, Duemila e attualità
Perrin ha fondato un comitato internazionale nel 1991, Comité International de la Haute Horlogerie, per organizzare il suo primo salone, tenutosi il 15 aprile 1991. Questo è diventato un punto di incontro annuale a Ginevra per i professionisti del settore. L'anno successivo, la seconda mostra de "L'Art de Cartier" si è tenuta al Museo dell'Ermitage di San Pietroburgo. Nel 1992 viene creata una join venture con la maison orologiera Ebel, istituendo così la CEC (Compagnie Ebel Cartier), che ha portato alla creazione di alcuni movimenti al quarzo. La collaborazione durerà però pochi anni a seguito del passaggio di proprietario di Ebel.

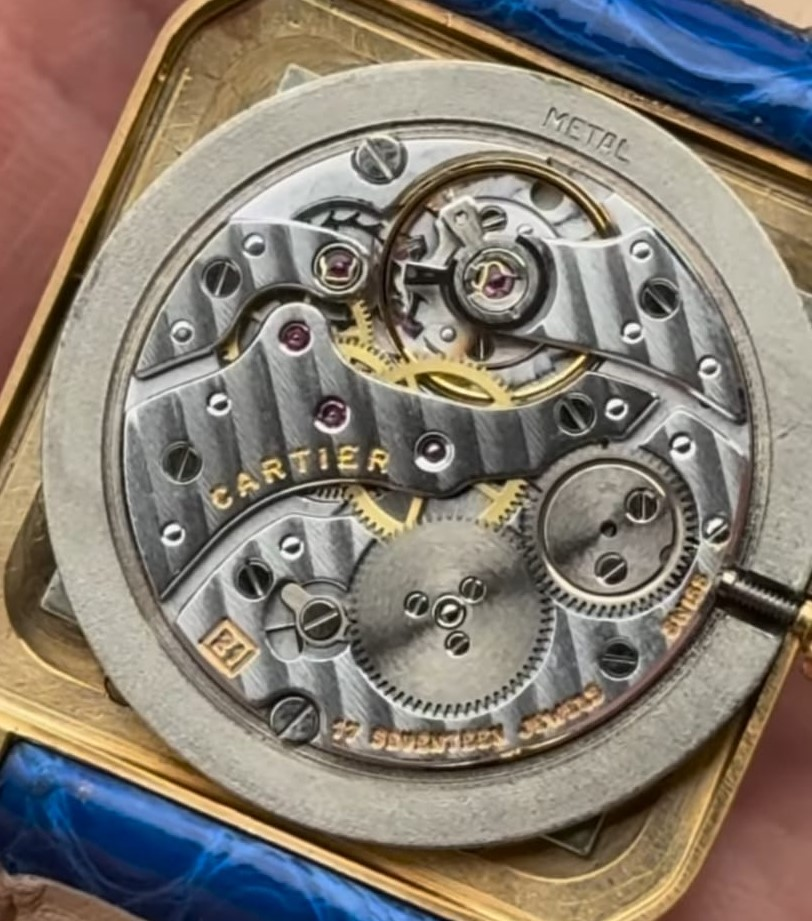
Calibro Frédéric Piguet 21 incassato in un Cartier Santos Dumont anni Novanta

Nel 1993, il "Vendôme Luxury Group" è stato formato come società ombrello per unire Cartier, Dunhill, Montblanc, Piaget, Baume & Mercier, Karl Lagerfeld, Chloé, Sulka, Hachette e Seeger. Negli anni Novanta è stato presentato il Tank Basculante, con un meccanismo di rotazione della cassa differente rispetto al Reverso di Jaeger-LeCoultre (in quanto la rotazione avviene in verticale e non in orizzontale). In questi anni viene rinnovato anche il ricercato Tortue Monopoussoir, il primo cronografo monopulsante dell'azienda.

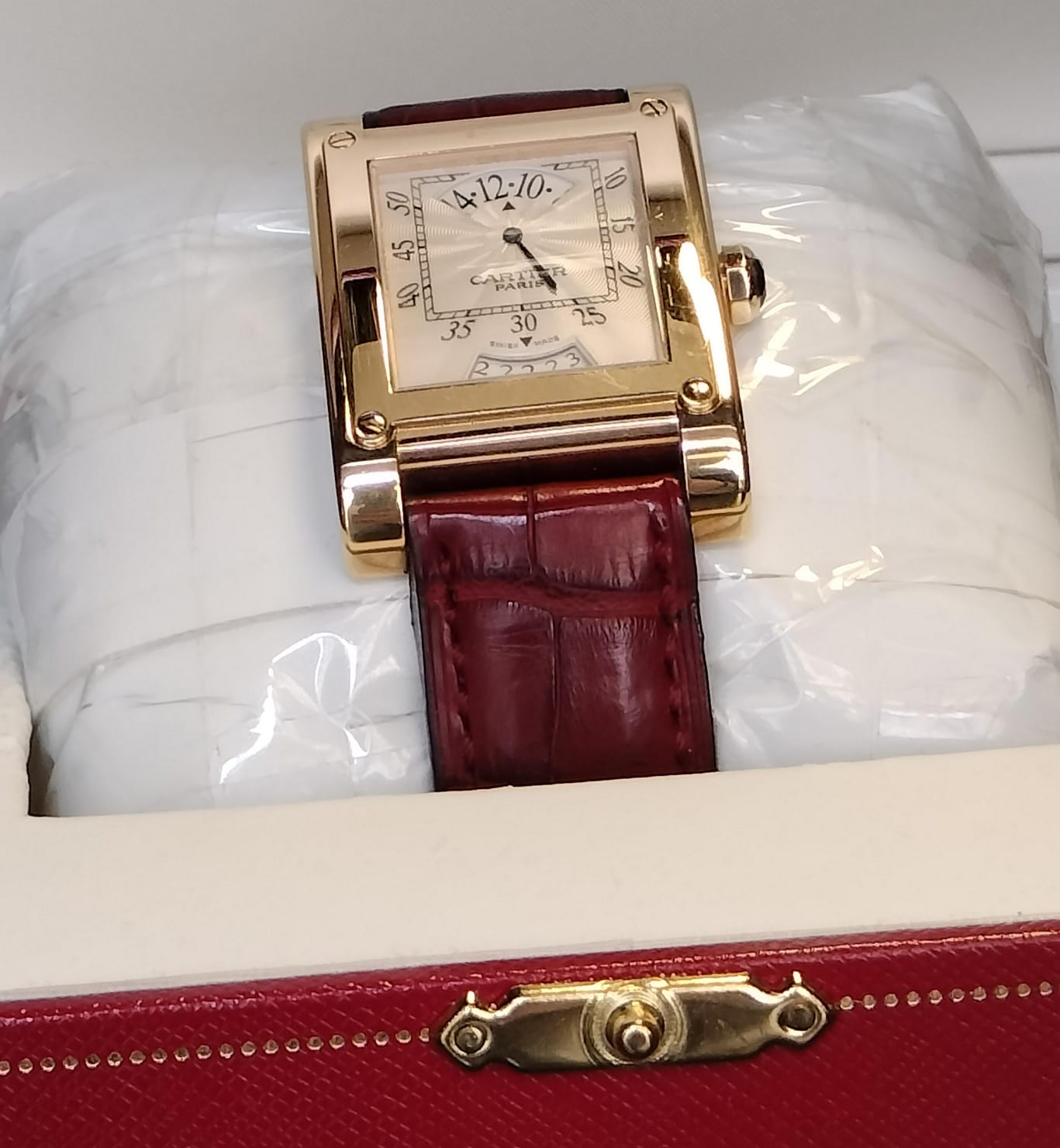
Cartier Tank à Vis ref. 2553, anni Duemila

Nel 1994, la Fondazione Cartier si trasferì sulla Rive Gauche e aprì la sede in un edificio progettato per essa da Jean Nouvel. L'anno successivo si tenne in Asia un'importante mostra della collezione di antiquariato Cartier. Nel 1996, la Fondazione Lausanne Hermitage in Svizzera ha esposto "Splendours of the Jewellery", presentando centocinquant'anni di prodotti di Cartier. Lo stesso anno viene presentata la prima generazione del Tank Française, aggiornata esteticamente nel 2023.

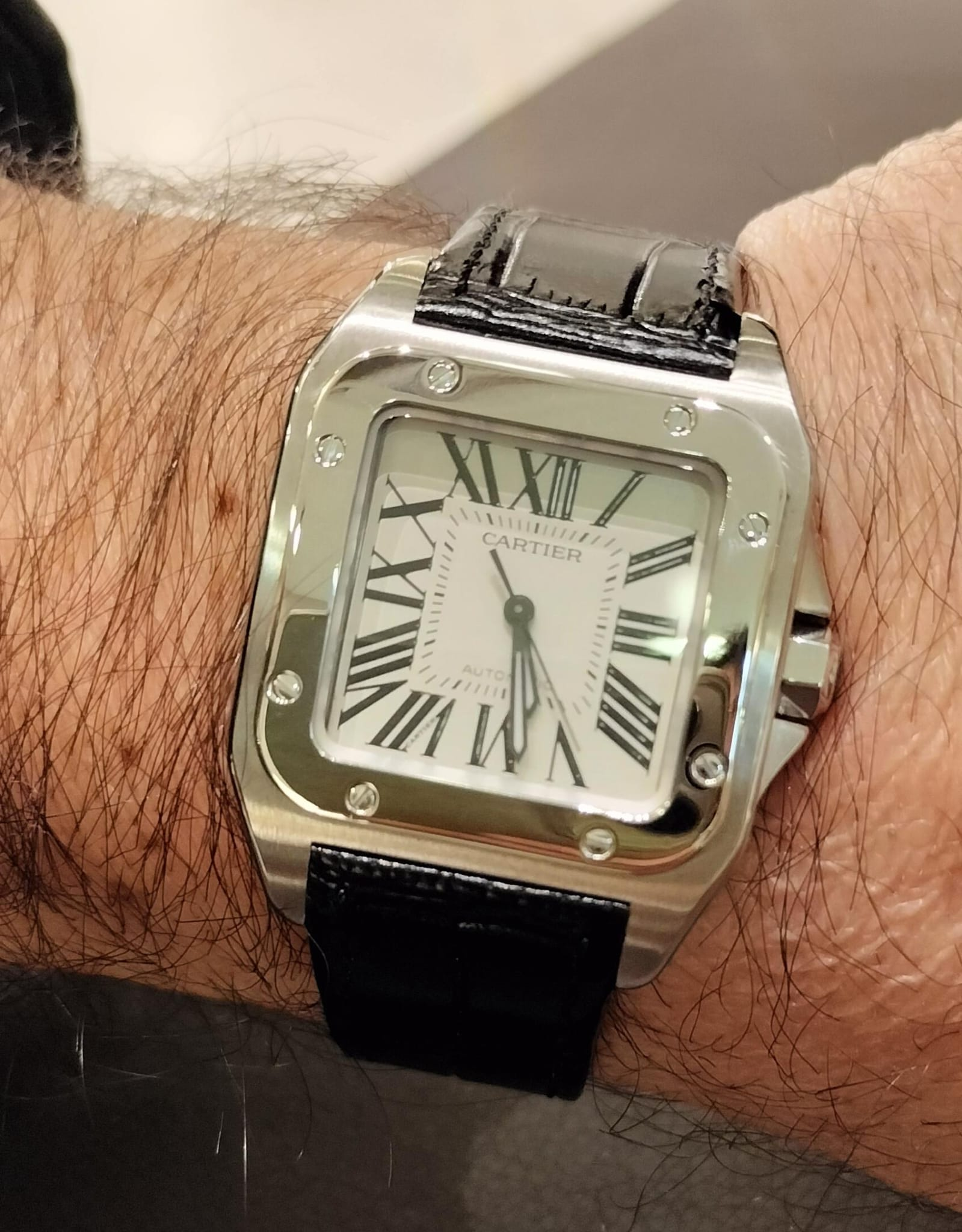
Cartier Santos 100 medium ref. 2878, risalente al 2005

Negli anni 2000 le forme degli orologi Cartier vengono reinterpretate con il modello Roadster (del 2002, una rivisitazione del sorta di via di mezzo estetica tra il Santos e i Tank) e con il Ballon Bleu (2007, tuttora a catalogo), quest'ultimo con cassa rotonda. Nel 2004, per celebrare i 100 anni del primo Santos, viene presentato il Santos 100, subito riconoscibile per le dimensioni maggiorate e destinate a un pubblico prettamente maschile.

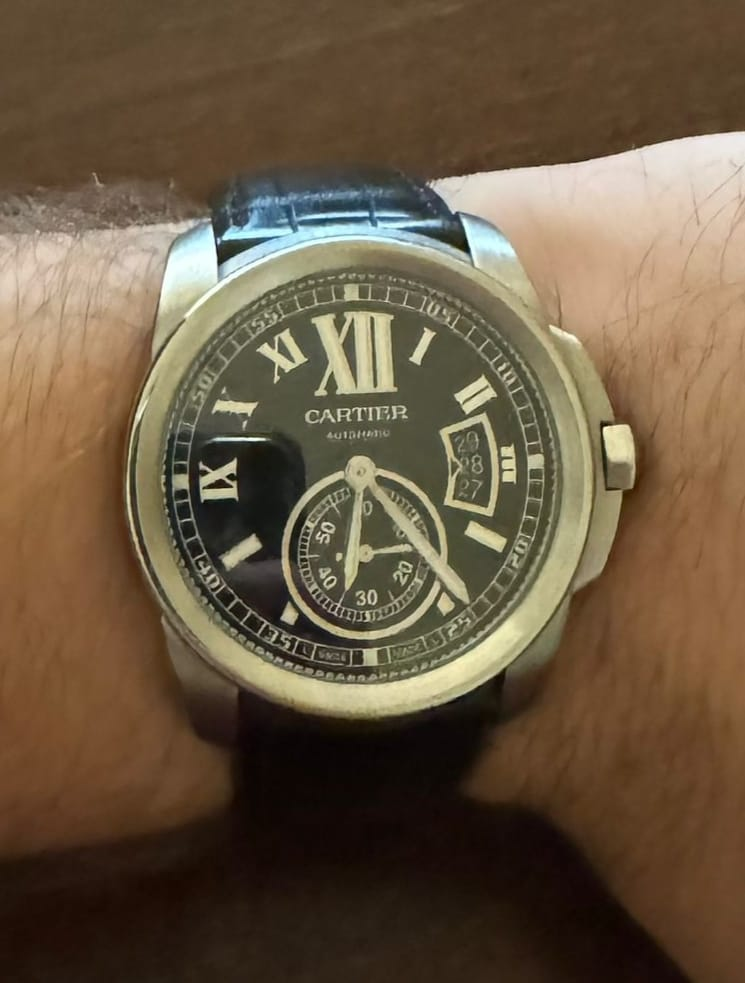
Cartier Calibre automatico ref. 3299, anni Duemiladieci. E' stato il primo Cartier di serie a montare un movimento di manifattura: il calibro Cartier 1904 MC.

In linea con un gusto estetico più sportivo, viene lanciato sul mercato il nuovo modello Calibre, un segnatempo rotondo da 38 o 42 millimetri di diametro ed offerto anche in una variante cronografica (del 2012) e una diver (nato nel 2013), impermeabile a 300 metri di profondità. Il Calibre solotempo, inoltre, è stato il primo orologio di produzione di massa ad aver incassato un movimento a carica automatica di manifattura, chiamato Cartier 1904 MC (movimento che in seguito ha trovato alloggiamento anche nel Tank MC). Altro modello sportivo è il Cruise (o Croisiere in francese), dalla cassa tonda, con una ghiera girevole e un'impermeabilità pari a 100 metri.

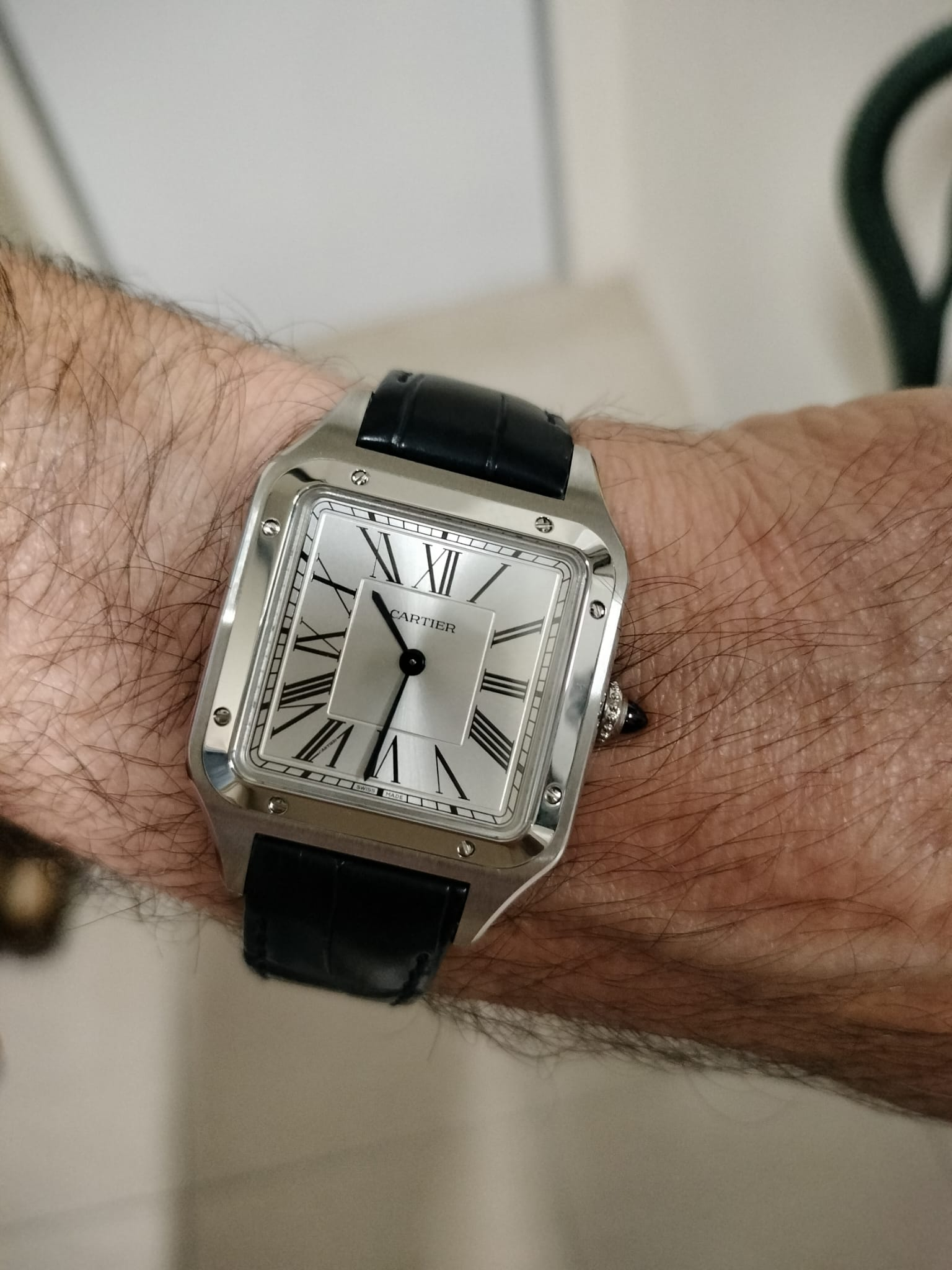
Cartier Santos Dumont al quarzo ref. 4240, risalente al 2023

Nel 2012, Cartier era di proprietà, tramite Richemont, della famiglia sudafricana Rupert e di Elle Pagels, una nipote di 24 anni di Pierre Cartier. Sempre nel 2012 viene realizzato il Tank Folle, un Tank ricoperto di diamanti e realizzato secondo uno stile che sembra uscito dalla matita di Salvador Dalí, con forme quasi fluide.
Un altro orologio Cartier degno di nota è il Clè, così chiamato in quanto dotato di una caratteristica corona di carica "a chiave" (clè, appunto, in francese) da ruotare se si vuole regolare l'ora.
Nel 2015 viene presentato il nuovo movimento 1847 MC, un solotempo automatico la cui estetica è fortemente ispirata al calibro ETA 2892, che fino all'anno precedente veniva fornito a Cartier.

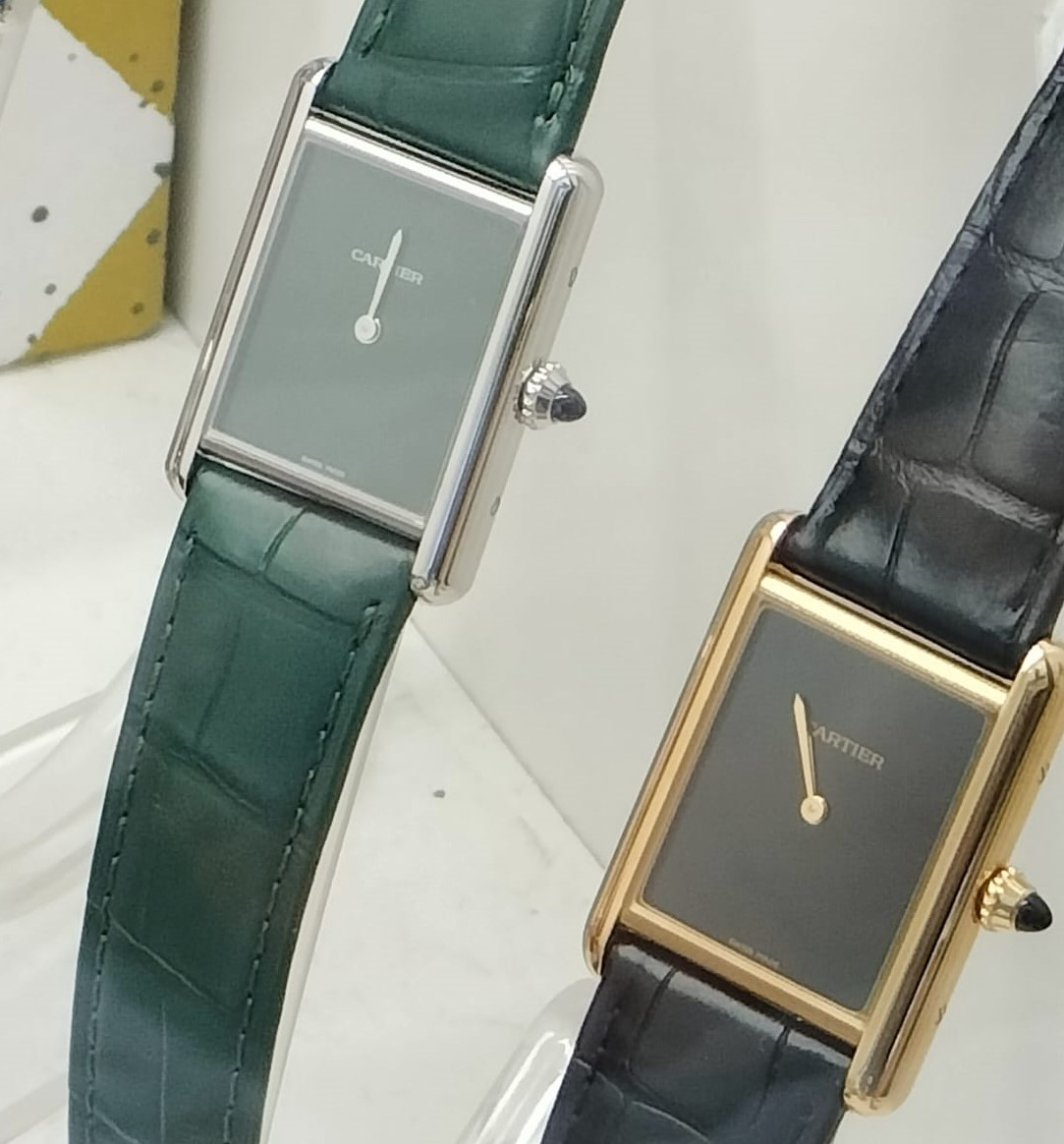
Cartier Tank Must, 2021

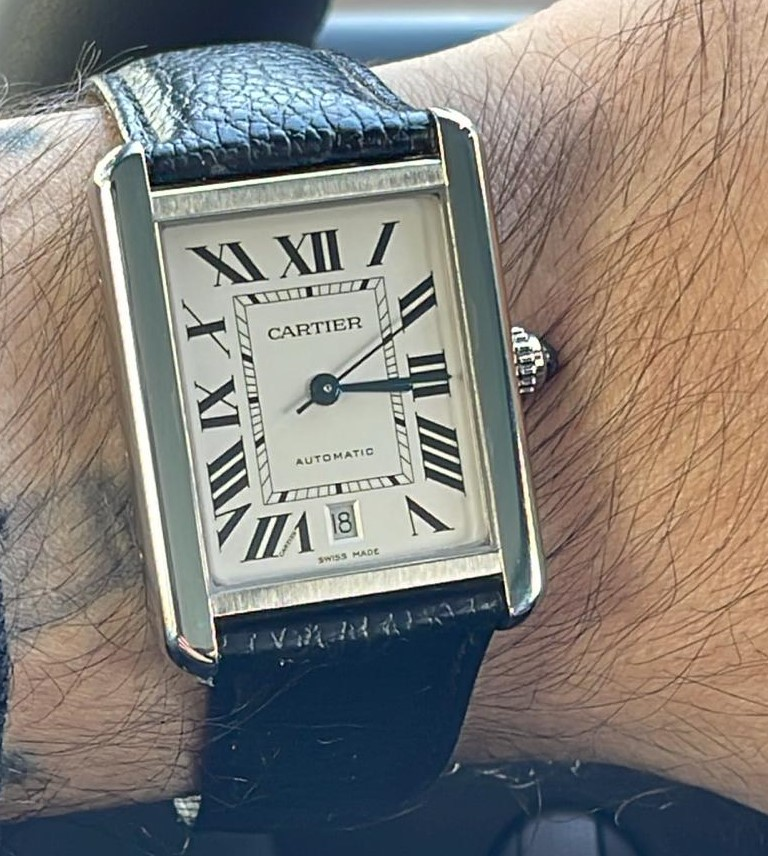
Cartier Tank Solo XL ref. 3800, anno 2015

È del 2016 l'orologio Cartier Drive, con cassa a cuscino dalle dimensioni prettamente maschili, affermandosi come uno dei pochi Cartier (insieme al Calibre e al) pensato prevalentemente per uomo. Attualmente l'unico Cartier a catalogo dotato di cassa a cuscino è il Coussin, realizzato solo in materiale pregiato e pietre preziose. Nel 2018 viene proposta la nuova generazione del Santos, lanciato anche nelle varianti cronografo e scheletrata. Nel 2019 è stato presentato il nuovo Santos Dumont in versione quarzo e automatico. Il 2021 è stato l'anno del centesimo anniversario del Tank Cintrée, per il quale è stata realizzata una versione anniversario, con movimento di derivazione Jaeger-LeCoultre 849. Lo stesso anno è stato riproposto il celebre Tank Must che aveva spopolato tra la fine degli anni Settanta e l'inizio degli Ottanta. Il Tank Must, presentato anche con classico quadrante Cartier (bianco con numeri romani), sostituisce il predecessore Tank Solo, dall'estetica assai simile.

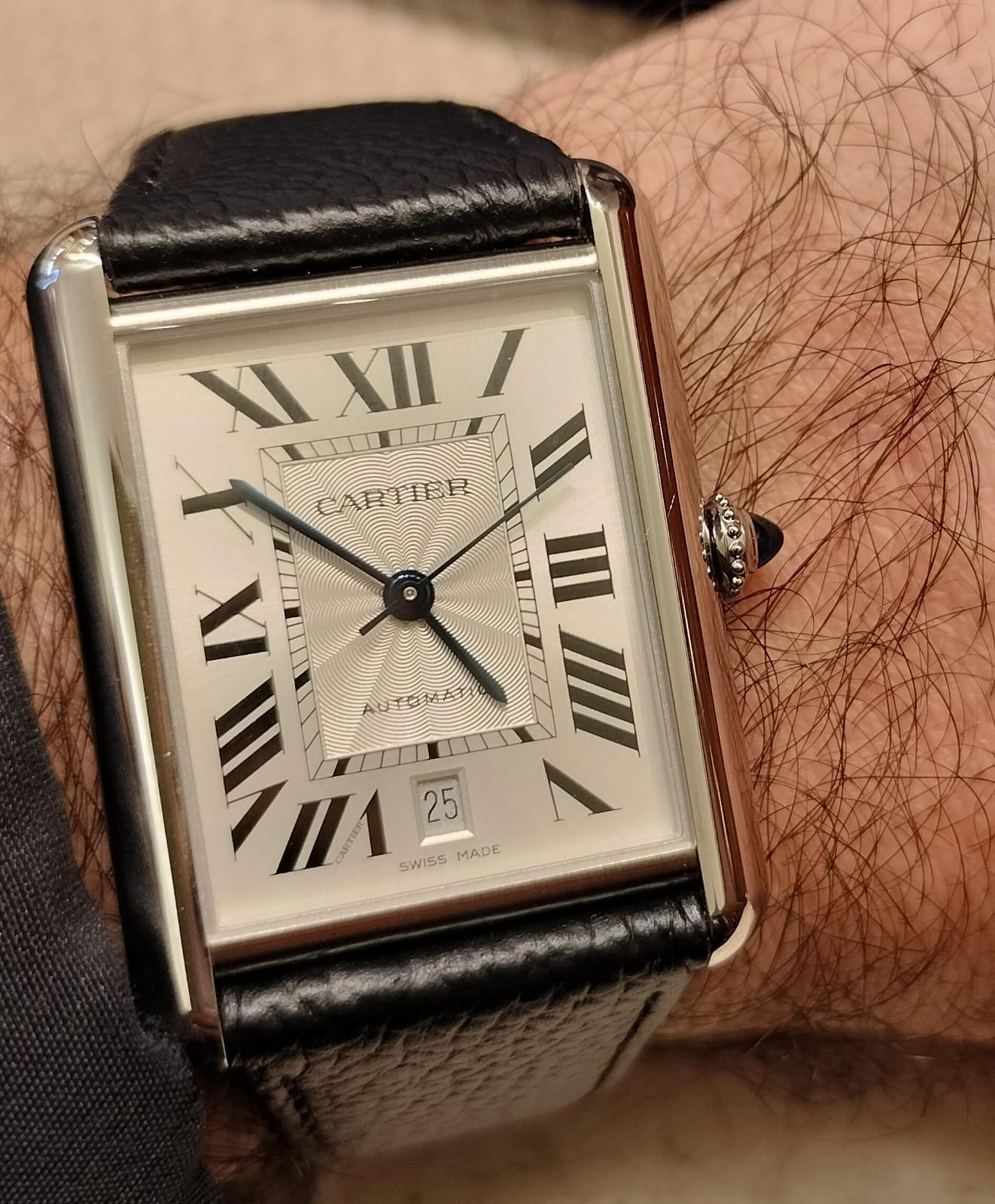
Cartier Tank Must XL ref. 4324, risalente al 2024

Nel 2022 viene proposto, ripescando dalla tradizione della casa, il Pebble, in edizione limitata, per festeggiarne i 50 anni dall'uscita. I movimenti incassati negli orologi di serie progressivamente sono passati da una fornitura ETA a calibri realizzati da altre Maison del gruppo Richemont: un esempio è dato dal movimento 430 MC che è la versione personalizzata di Cartier del Piaget 430P, oltre all'utilizzo di diversi movimenti a batteria.

### Alta orologeria
Dal punto di vista orologiero, Cartier non realizza solo orologi con movimento di fornitura, bensì anche segnatempo assai complicati e dal design eccentrico e innovativo: un esempio è stato visto nel 2022 con la presentazione del Masse Mystérieuse, dotato dell'intero movimento automatico rotante come la massa oscillante. Un altro esempio di "mystery watch" è dato dal Clé, in cui le lancette sembrano sospese nel vuoto, così come accade nel Rotonde de Cartier Mysterious Hour.
Un altro segnatempo di alta orologeria è il Rotonde de Cartier Astromystérieux Platinum, dotato di intero movimento che compie un giro completo del quadrante (insieme alle lancette) nel giro di un'ora, fungendo da tourbillon e quindi da correttore della cronometria. Questa soluzione è stata mutuata dall'Ulysse Nardin Freak.
A fianco di questi modelli meccanicamente assai evoluti ci sono numerosi segnatempo d'alta gioielleria e con quadranti smaltati.

## Mecenatismo
Cartier nelle sue varie sedi svolge attività di mecenatismo con premi per l'acquisto di opere d'arte.

## Orologeria
Cartier oltre che per le sue creazioni di gioielleria è nota in tutto il mondo per i suoi orologi segna tempo apprezzati per il design e la tecnologia. Le linee si diversificano in modelli che oltre a essere realizzati in acciaio vengono impreziositi con materiali nobili come l'oro, il platino e diamanti. Alcuni modelli più conosciuti della Maison:
- Baignoire
- Ballon Bleu
- Calandre
- Calibre
- Clé
- Cloche
- Cougar
- Coussin
- Crash
- Cruise (o Croisière)
- Declaration
- Diabolo
- Drive
- Fabergé
- Must Colisée
- Panthère
- Panthère Ruban
- Pasha
- Pebble
- Rivoli
- Roadster
- Ronde
- Santos
- Santos 100
- Santos Dumont
- Santos Galbée
- Santon Octagon
- Tank Americaine
- Tank Anglaise
- Tank Asymétrique
- Tank a Guichet
- Tank à Vis
- Tank Basculante
- Tank Chinoise
- Tank Cintrée
- Tank Divan
- Tank Folle
- Tank Française
- Tank Louis Cartier
- Tank Must
- Tank MC
- Tank Normale
- Tank Obus
- Tank Savonette
- Tank Solo
- Tonneau
- Tortue
- Trocadero
- Vendôme

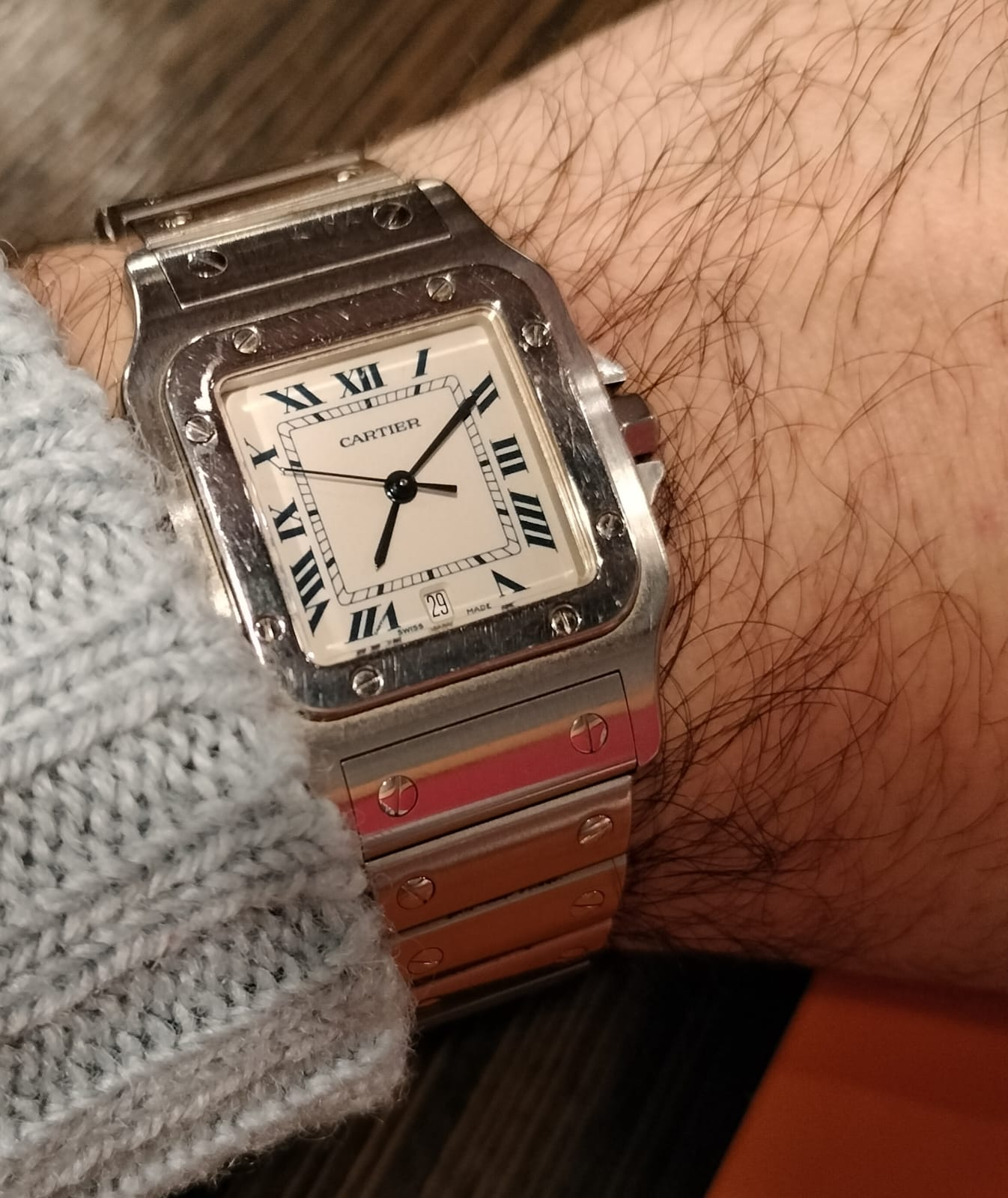
Cartier Santos Galbée al quarzo ref. 1564 risalente al 1999

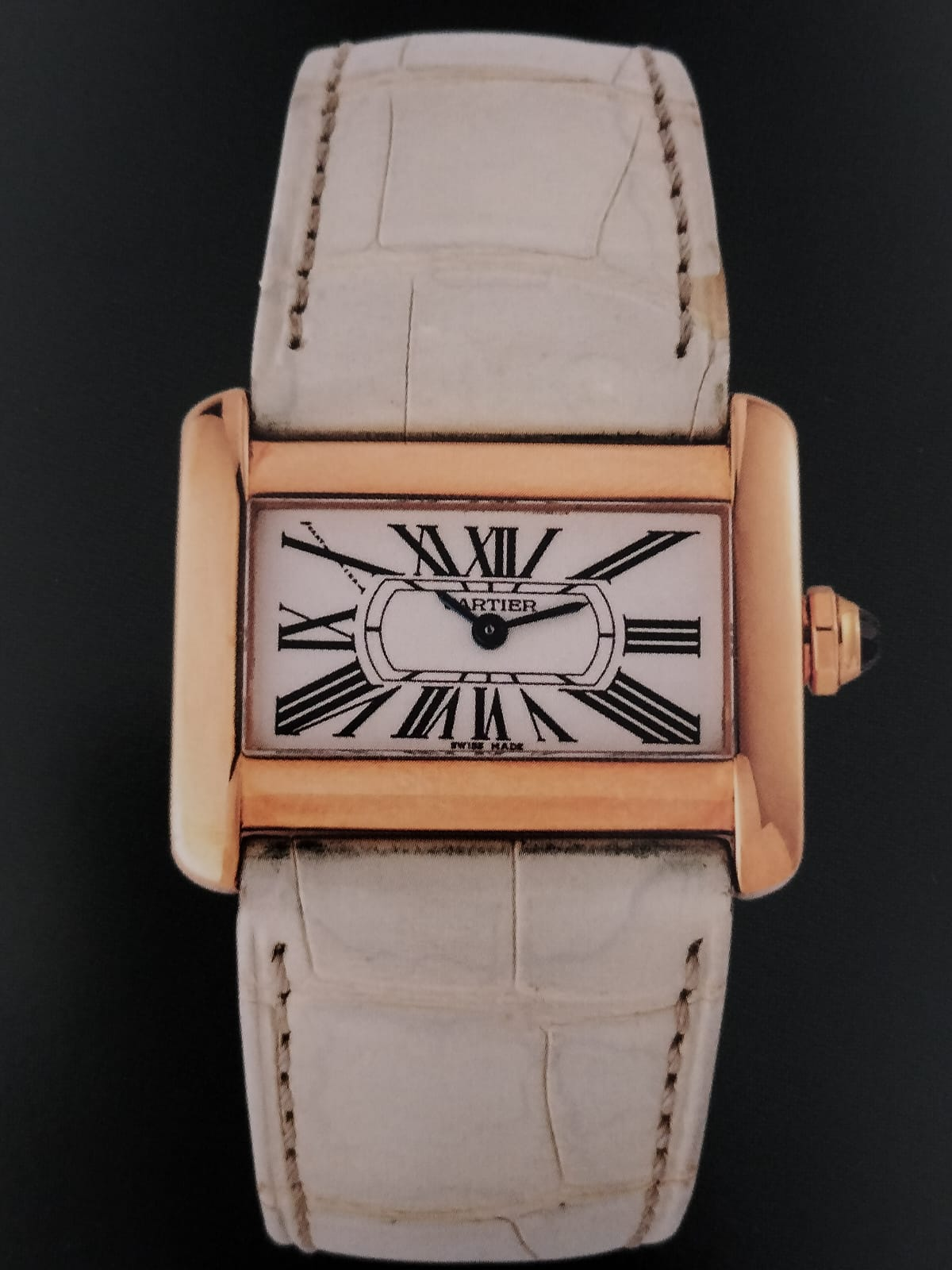
Cartier Tank Divan al quarzo in oro, ref. 2601, metà anni Duemila

A partire dal 2017 è stata lanciata la collezione Cartier Privé, in cui si propongono ogni anno modelli storici rivisitati ed in edizione limitata. Dal 2017 ad oggi sono stati lanciati il Crash, il Tank Cintrée, il Tonneau, il Tank Asymétrique, il Cloche, il Tank Chinoise e il Tank Normale.

## Cartier e le celebrità
Cartier ha saputo, nel corso dei secoli, conquistare l'attenzione di numerosissime celebrità grazie alle sue creazioni. Alcuni dei più grandi appassionati di Cartier sono stati: Lady Diana, Andy Warhol, Rodolfo Valentino, Ralph Lauren, Clark Gable, Alain Delon, Yves Montand, Truman Capote, Jackie Kennedy, Duke Ellington, Muhammad Ali e molti altri.

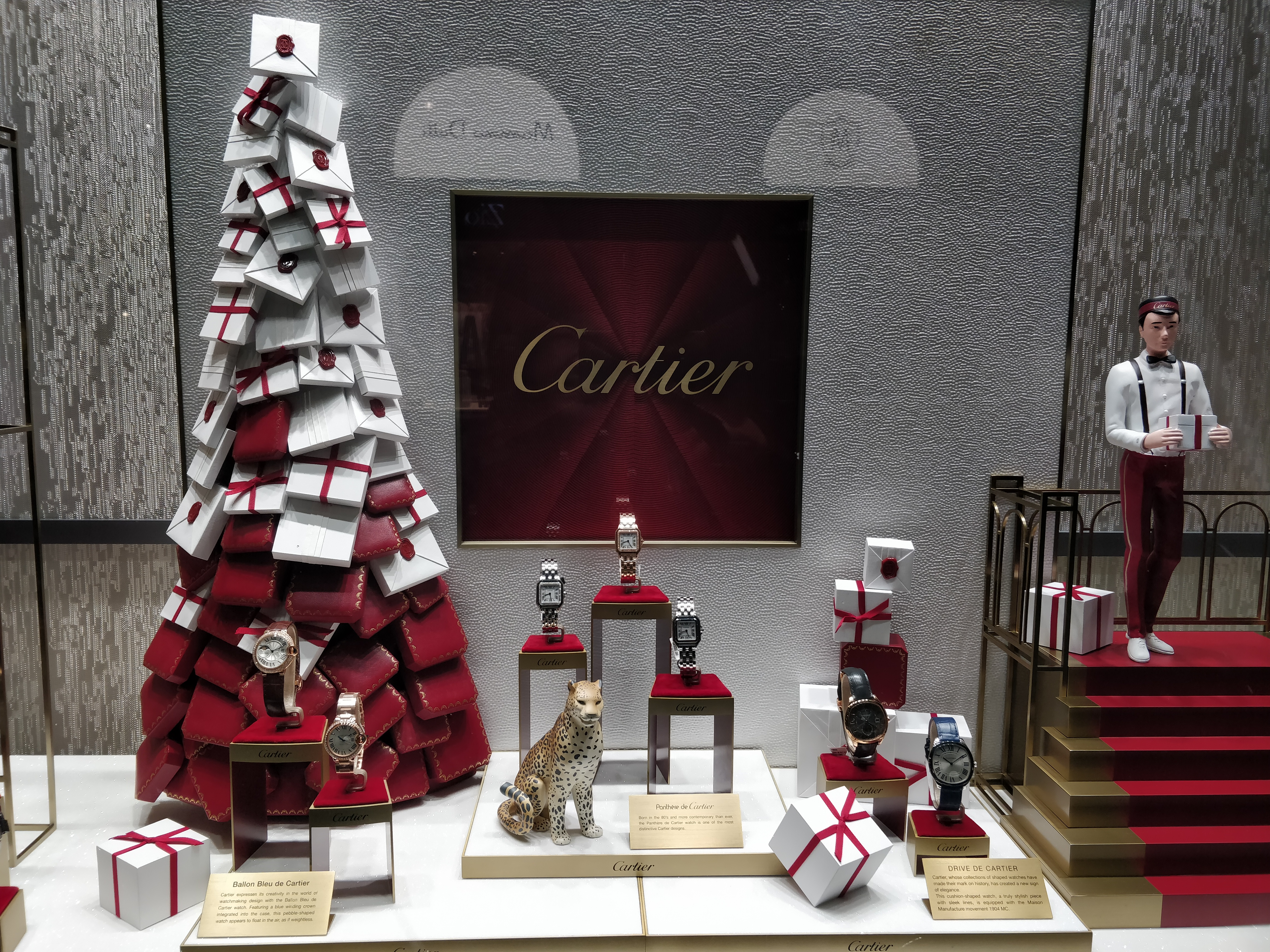
Una vetrina del negozio Cartier a Helsinki, Finlandia

## Negozi
Cartier ha negozi in tutto il mondo situati a Parigi, New York, Beverly Hills (California), Firenze, Boston, San Francisco, Tokyo, Milano, Roma, Pechino, Shanghai, Venezia, Lugano, Lucerna, Zurigo, Dubai, Londra, Porto Cervo.